# Cylindrolepas darwiniana
Cylindrolepas darwiniana är en kräftdjursart som beskrevs av Henry Augustus Pilsbry 1916. Cylindrolepas darwiniana ingår i släktet Cylindrolepas och familjen Platylepadidae. Inga underarter finns listade i Catalogue of Life.